# Társadalmi lexikon
A Társadalmi lexikon egy nagy terjedelmű, képekkel bőségesen illusztrált, szocialista szemléletű magyar lexikon a Horthy-korszakból.

## Jellemzői
A mű 1928-ban látott napvilágot Budapesten a Népszava Könyvkereskedés kiadásában, szerkesztője a korabeli neves orvos, Madzsar József volt. A nagy alakú lexikon 703 oldalon ismertette a korabeli magyar- és külföldi társadalmakkal kapcsolatban jelentősnek ítélt fogalmakat, személyeket, társaságokat szocialista szemszögből. 
A kötet zöld, kék, és bordó színű díszes kötésben jelent meg, és jelentős mennyiségű listát, táblázatot, kimutatást, illusztrációt (szövegképek, fejezetdíszek, egész oldalas képek, színes rajzok) tartalmaz, utóbbiak jelentős részét Perely Imre készítette. A kötet máig nem rendelkezik fakszimile kiadással, azonban költségtérítéses formában elektronikusan már elérhető az Arcanum honlapján, illetve antikváriumokban is meglehetősen gyakran fordul elő.

## Szerzői
Madzsar Józsefen kívül a következő személyek vettek részt a lexikon megírásában:
- Ágoston Péterné (Buzarovits Auguszta)
- Balogh Artúr
- Dr. Bánóczi László
- Bárd Imre
- Baron Ede
- Bechtler Péter
- Dr. Berczel Aladár
- Bíró Dezső
- Dr. Braun Róbert
- Dr. Braun Soma
- Dr. Bród Miksa
- Csapó Sámuel
- Dallos Ferenc
- Demény Pál
- Deutsch Jenő
- Dóczi Gyula
- „Ego” (?)
- Elkán László
- Erdőssy Antal
- Dr. Faragó László
- Farkas István
- Fodor József
- Forgó Pál
- Dr. Frank László
- Frisch Árpád
- Gál Benő
- Gáspár Árpád
- Gergely Győző
- Grünberger Emilné
- Gyagyovszky Emil
- Dr. Györki Imre
- Halász Alfréd
- Dr. Hébelt Ede
- Hevesy Iván
- Horovitz Gábor
- Hubai János
- Jemnitz Sándor
- Kabók Lajos
- Kalmár Jenő
- Kandics Kálmán
- Keleti Márton
- Kéthly Anna
- Dr. Kis Jenő
- Kitajka Lajos
- Kondor Bernát
- Koronya Jolán
- Kruppa Rezső
- F. Molnár Sándor
- Dr. Molnár Erik
- Mónus Illés
- Novák László
- Nyigri Imre
- Nyitrai Emil
- Pajor Rudolf
- Pászti Károly
- Peyer Károly
- Pollák Ferenc
- Propper Sándor
- Redlinger Adolf
- Dr. Ries István
- Dr. Révész Mihály
- Rudas Béla
- Saly Endre
- Soós Gyula
- Stern Szerén P.-né
- Szabó János
- Szakasits Árpád
- Szeder Ferenc
- Szerdahelyi Sándor
- Szimonidesz Lajos
- Takács József
- Dr. Tarján Gida
- Teszársz Kálmán
- Tieder Zsigmond
- Dr. Vámbéry Rusztem
- Weltner Jakab
- Dr. Zentay Dezső

## Képtár
- Címlap
- Bevezető
- A lexikon munkatársait feltüntető kimutatás
- A szocializmus törzsfája
- A földterület megoszlása művelési ágak szerint
- Fejezetdísz – Internacionálé
- Bortermelés millió hektoliterben 1928-ban (alkoholellenes rajz)
- Budapest székesfőváros kiadásai az 1928-as költségvetés szerint
- A kötöttforgalmú földbirtok megoszlása Magyarországon 1927-ben